# Аболиньш, Таливалдис Петрович
Таливалдис Петрович Аболиньш (латыш. Tālivaldis Āboliņš; 11 февраля 1932 — 18 мая 1991) — советский и латвийский театральный актёр и режиссёр. Заслуженный артист Латвийской ССР (1965).

## Биография
Родился 11 февраля 1932 года в Риге, в семье служащих. Отец — Петерис Аболиньш был офицером Латвийской армии, мать работала бухгалтером.
После школы окончил Рижский индустриальный политехникум и Всесоюзный государственный институт кинематографии (мастерская Ольги Пыжовой и Бориса Бибикова, 1955).
С 1955 года до выхода на пенсию был одним из ведущих актёров Государственного театра юного зрителя Латвийской ССР. В восьмидесятые годы предпринял постановки театрализованных литературных программ, в которых принимала участие его артистическая семья. Супруга — актриса Вера Сингаевская и дети — сыновья Гундарс и Марис.
Ушёл из жизни 18 мая 1991 года, похоронен на рижском Лесном кладбище.

## Признание и награды
- 1965 — Заслуженный артист Латвийской ССР

## Творчество

### Роли в театре

#### Государственный театр юного зрителя Латвийской ССР
- 1956 — «Золотой конь» (латыш. "Zelta zirgs") Райниса — Антиньш
- 1957 — «Эмиль и берлинские мальчики» (латыш. "Emīls un Berlīnes zēni") Эриха Кестнера — Эмиль Тишбейн
- 1957 — «Поросль» (латыш. "Jaunaudze") Казиса Бинкиса — Барзджус
- 1957 — «В поисках радости» (латыш. "Prieku meklējot") Виктора Розова — Геннадий
- 1958 — «Республика Вороньей улицы» (латыш. "Vārnu ielas republika") Яниса Гризиня — Лурих
- 1958 — «Когда пылает сердце» (латыш. "Kad liesmo sirds") Яниса Анерауда — Янис Смилтанс
- 1959 — «Ноль за поведение» (латыш. "Nulle uzvedībā") Стоянеску и Саввы — Штефан Нардь
- 1959 — «И так и этак, всё ничего» (латыш. "Šis un tas itnekas") Яниса Акуратера — Уточка
- 1961 — «Принцесса Гундега и король Брусубарда» (латыш. "Princese Gundega un karalis Brusubārda") Анны Бригадере — Марис
- 1962 — «Внуки Колумба» (латыш. "Kolumba mazdēli") Зигмунда Скуиня — Тилценс
- 1964 — «Ореховый мостик» (латыш. "Lazdu laipa") Илзе Индране — Паулис
- 1965 — «Индулис и Ария» (латыш. "Indulis un Ārija") Райниса — Минтаутс
- 1966 — «Легенда об Уленшпигеле» (латыш. "Leģenda par Pūcesspieģeli") по роману Шарля де Костера — Майгум
- 1967 — «Майя и Пайя» (латыш. "Maija un Paija") Анны Бригадере — Варис
- 1968 — «Мамаша Кураж и её дети» (латыш. "Kuražas māte un viņas bērni") Бертольта Брехта — Эйлиф
- 1969 — «Хоро» (латыш. "Kāzas") Антона Страшимирова — Нако
- 1969 — «Шурум Бурум» (латыш. "Šurumburums") - Учитель и отец
- 1970 — «Зелёная птичка» (латыш. "Zaļais putniņš") Карло Гоцци — Бригелла
- 1972 — «Костёр внизу у станции» (латыш. "Ugunskurs lejā pie stacijas") Гунара Приеде — Дедушка
- 1975 — «Иванов» (латыш. "Ivanovs") А. П. Чехова — Боркин
- 1978 — «Капля солнечной росы» (латыш. "Saule rasas pilienā") Яниса Яунсудрабиня — Писатель
- 1978 — «Бастард» (латыш. "Bastards") Петериса Петерсона — Профессор
- 1979 — «Пер Гюнт» (латыш. "Pērs Gints") Генрика Ибсена — Учитель
- 1986 — «Заснеженные горы» (латыш. "Sniegotie kalni") Гунара Приеде — Бывший директор
- 1988 — «Запах грибов» (латыш. "Smaržo sēnes") Гунара Приеде — Карлис Раубенс

## Фильмография
- 1958 — Чужая в посёлке — Бернатс
- 1958 — Илзе — эпизод
- 1979 — Незаконченный ужин — эпизод
- 1981 — Помнить или забыть — Антон
- 1981 — Лимузин цвета белой ночи — сосед тётушки
- 1982 — Таран — пьяница
- 1984 — Фронт в отчем доме — Стабулниекс
- 1984 — Когда сдают тормоза — барыга
- 1985 — Двойной капкан — Генрих Карлович Фрайман
- 1989 — Фа минор — музыкант